# Uni (diosa)
Para el personaje de videojuegos véase Anexo:Razas de Neopets.

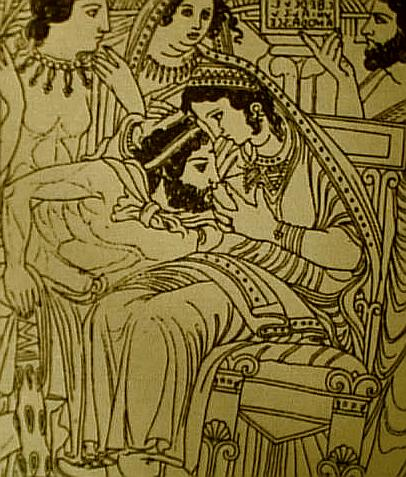
Imagen decorativa de un espejo etrusco encontrado en la villa de Volterra (norte de Italia): la diosa Uni amamantando a su hijo Hercle.
En la actualidad se encuentra en el Museo Arqueológico de Florencia.

En la mitología etrusca, Uni es la suprema diosa, equivalente a la diosa griega Hera y a la romana Juno. Con su esposo Tinia, Uni concibió a Hercle, deidad equivalente del semidiós griego Heracles y del Hércules romano.
Uni forma una importante tríada junto a su esposo Tinia y la diosa Menrva (equivalente de la griega Atenea y de la romana Minerva). 
- Datos: Q650410
- Multimedia: Uni (goddess) / Q650410